# 鄒作華
鄒作華（1894年5月11日—1973年11月7日），字岳楼，吉林省吉林府永吉县人。中華民国军事将领、政治家。東北陸軍（奉军）出身，後為國民革命軍上將，擅長炮兵作戰。

## 生平

### 崛起奉系
鄒作華生於吉林將軍轄區，早年在吉林優級師範附属高等小学学习。1908年（光緒34年）入吉林陸軍小学，1914年（民国3年）升入陸軍第一预備学校。1916年（民国5年），鄒作華入保定陸軍軍官学校，编入留学生预備队。1917年（民国6年）赴日本留学，在久留米市的野砲兵第24聯隊实习，入陸軍士官学校第12期砲兵科。毕業後的1919年归国，加入段祺瑞领导的参战軍的教導团，後任砲兵教官。同年10月，任东三省巡阅使衛队混成团参謀，自此归属奉系。
1922年（民国11年）11月，鄒作華任東三省陸軍砲兵第4团团長。1925年（民国14年），升任砲兵第1旅旅長。同年11月，郭松龄反对張作霖，结成東北国民軍，鄒作華被起用为東北国民軍总参謀長，郭松龄侵入南滿鐵路轄區，遭到日本關東軍突襲，進退無據，隨即被張作霖擊敗，鄒見情勢不利，迫使郭松龄投降。郭松龄攜妻突圍而走，被奉军所俘，夫婦俱遭槍決。鄒作華获得赦免，回到张作霖手下。1926年（民国15年），任奉军的砲兵总司令。1927年（民国16年），任砲兵軍軍長。北京政府被中国国民党的北伐軍击败，鄒作华回到東北，任興安区屯垦督办。張学良东北易帜，鄒作华追随。1929年中东路事件期间，参与指挥东宁战斗。

### 国民政府的活動

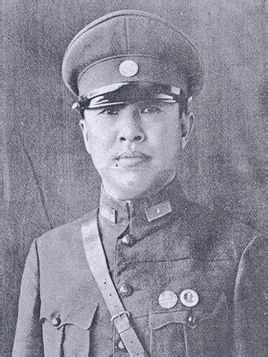
摄于1930年代

1930年（民国19年）1月，鄒作華获授青天白日勳章第一批受勳對象，勳章編號是○○五號。
1933年（民国22年）5月，被任命为国民政府軍事委員会北平分会委員。1934年（民国23年）9月，调任陸軍砲兵学校校長，并兼该校教育長职务。
1935年（民国24年）4月，获授陸軍少将銜。
抗日战争爆发后，被任命为全国砲兵总指揮。
1940年（民国29年），改为国民政府軍事委員会砲兵总指揮。同年5月，任吉林省政府主席，但并无实际的吉林省政府組織。
1943年（民国32年） 12月，被任命为国民政府参軍处参軍。
1945年（民国34年）5月，当选中国国民党第六届候補中央執行委員。
抗日战争结束後的1945年（民国34年）9月，鄒作華被任命为東北行营政治委員会委員。
1947年（民国36年）10月，任国民政府主席東北行轅政治委員会常務委員。同年11月，获授陸軍二級上将銜。
1948年（民国37年）2月，任战略顧問委員会委員。同年3月，当选行憲国民大会代表。
1949年（民国38年），中国国民党主導的國民政府在第二次国共内战中敗北，鄒作華隨國府國軍遷往台湾。

### 遷臺後的活動
1953年（民国42年）退役。
此後，历任总統府国策顧問、光復大陸設計研究委員會委員。
1954年（民国43年）2月，国民大会召开第二次会議。1960年（民国49年）2月，国民大会召开第三次会議，鄒作華均为会議主席团主席。
1973年（民国62年）11月7日，鄒作華在台北市病逝。享年80岁（满79歳）。